# Wissenschafts- und Restaurierungszentrum

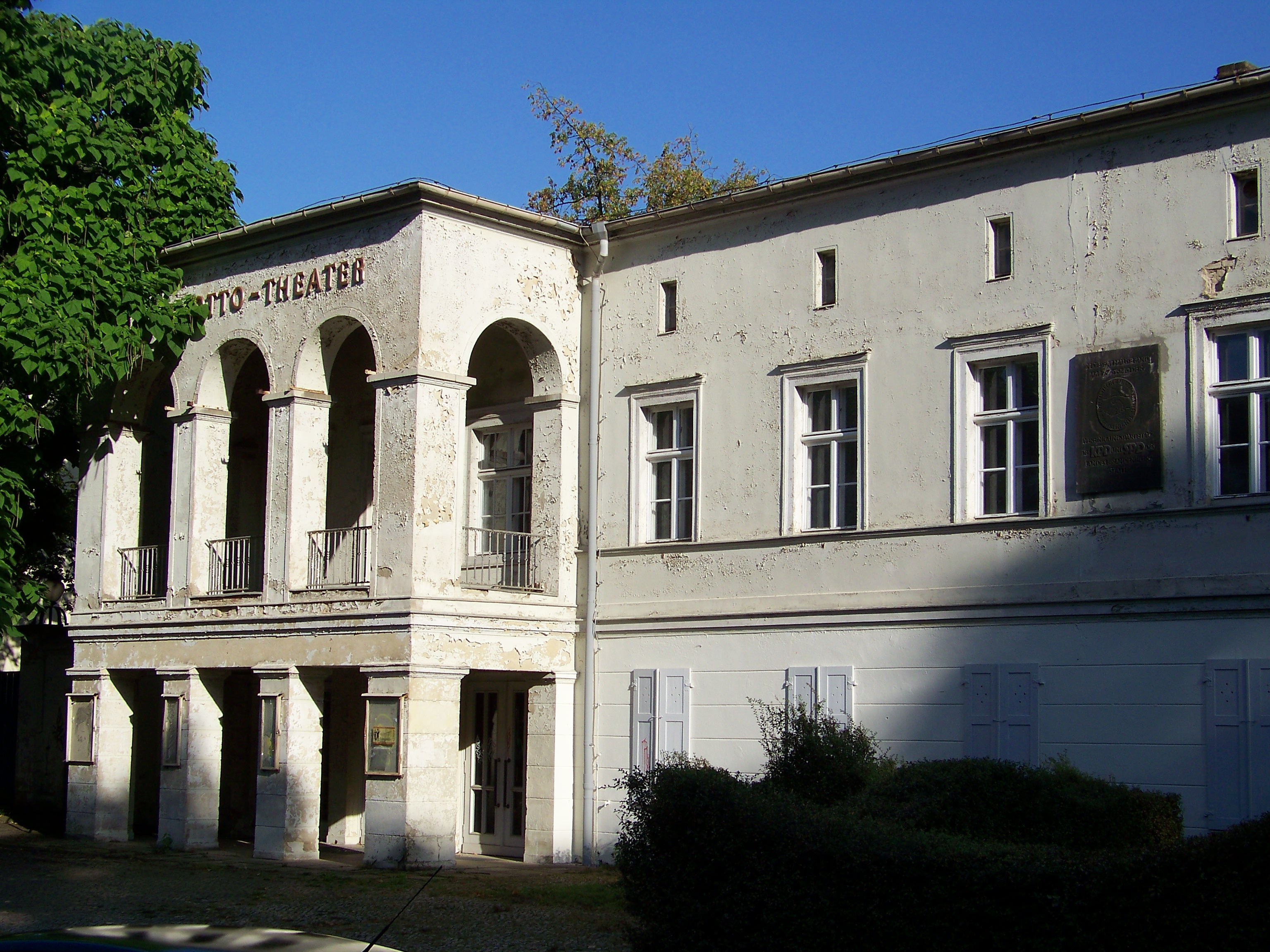
Hauptgebäude des Wissenschafts- und Restaurierungszentrums im Zustand vor dessen Sanierung

Das Wissenschafts- und Restaurierungszentrum (WRZ) der Stiftung Preußische Schlösser und Gärten ist eine Werkstatt für Gemälde- und Rahmen- sowie Textil- und Papierrestaurierung in der Brandenburger Vorstadt in Potsdam.

## Gebäude
Die Einrichtung liegt in der Potsdamer Zimmerstraße und umfasst sechs Bauwerke. Zugangsgebäude mit Cafeteria und Büros ist das denkmalgeschützte Gesellschaftshaus „Zum Alten Fritz“, welches auch lange Zeit Spielstätte des Hans-Otto-Theaters war. Nördlich dahinter vervollständigen fünf Neubauten des Architekten Volker Staab für die Werkstätten, Ateliers und eine öffentlich zugängliche Bibliothek die Anlage.

## Einrichtung
Die rund 10.000 m² Gesamtfläche umfassende Gebäudeanlage unterteilt sich in folgende Abschnitte:
- Gemälde- und Rahmenrestaurierung
- Fotowerkstatt
- Naturwissenschaftliches Labor
- Dokumentations- und Informationszentrum
- Graphische Sammlung
- Textilrestaurierung
- Archiv der Königlichen Porzellan-Manufaktur Berlin
- Atelier für Architektur- und Wandfassungen
- Papierrestaurierung
- Büros der Abteilung Schlösser und Sammlungen
- Büros der Abteilung Restaurierung
- Cafeteria

## Arbeiten
Seit August 2017 wird das königliche Paradebett der Hohenzollern-Dynastie aus dem Schloss Charlottenburg, welches König Friedrich I. 1706 fertigen ließ, generalrestauriert. Die Arbeit soll 2019 abgeschlossen werden.